# Oltářík
Oltářík (dříve též Hrádek) je zřícenina hradu na vrchu Hrádek v Českém středohoří. Vypíná se nad vsí Děkovka deset kilometrů jihozápadně od Lovosic v okrese Litoměřice. Zbytky hradu jsou chráněné jako kulturní památka.
Zakladatelem hradu byl v první polovině patnáctého století husitský hejtman Jakoubek z Vřesovic. Roku 1450 hrad získali do zástavy páni z Polenska, po kterých ho drželi Zajícové z Hazmburka a páni z Illburka. Hrad plnil funkci vojenského opěrného bodu a kromě krátkého období za pánů z Polenska nikdy nebyl panským sídlem. Zanikl neznámým způsobem mezi lety 1468 a 1544.
Zřícenina hradu je přístupná po turisticky značených cestách z Dřemčic, Děkovky nebo ze Lhoty. Osamělý vrch Hrádek sopečného původu umožňuje kruhový rozhled do okolní krajiny.

## Název
Spojení jména Oltářík se zříceninou je pravděpodobné, ale ne zcela jisté. Poslední zmínka o hradu Oltářík totiž pochází z roku 1612. Později jeho jméno upadlo v zapomnění. V osmnáctém století se v obecném povědomí uchovala spojitost zříceniny s osobou Jakoubka z Vřesovic, ale i ta se v devatenáctém století vytratila. Lokalitu poté se jménem Oltářík spojil až František Alexandr Heber.
Podle řady badatelů vychází jméno Oltářík z dobové zvyklosti pojmenovávat sídla po biblických vzorech nebo abstraktních symbolech (podobně Sion, Kalich nebo Panna). Ivan Lehký a Milan Sýkora v případě Oltáříku takovou teorii odmítají a navrhují jednodušší variantu, podle které skála, na které hrad stojí, připomíná svým vzhledem oltář. Oltářík je potom jeho zdrobnělinou odvozenou z malé velikosti hradu.

## Historie

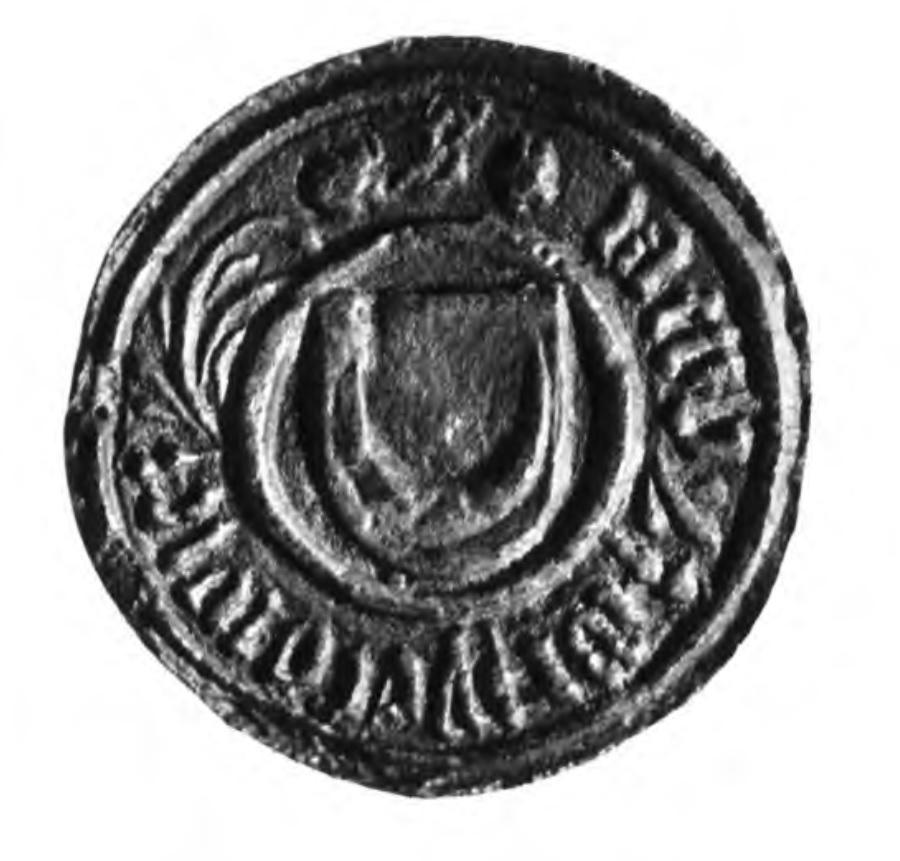
Pečeť Jakoubka z Vřesovic

Za stavitele hradu je, bez konkrétních dokladů, považován husitský hejtman Jakoubek z Vřesovic, který ho nechal postavit nejspíše v letech 1434–1438. K založení hradu ho snad vedla potřeba zajistit své majetky v situaci, kdy se dostal do sporu s žatecko-lounským svazem. K Jakoubkovým panstvím v Českém středohoří patřil od roku 1434 hrad Kostomlaty a v roce 1434 také Liběšice, Chouč, Skršín, Lahovice a Řisuty, zatímco Chrášťany a Děkovka se v jeho majetku objevily až roku 1450.
První písemná zmínka o hradu pochází z roku 1450, kdy jej Jakoubek z Vřesovic se synem Janem zastavil za 300 kop grošů Janovi z Polenska, který sídlil na tvrzi ve Vršovicích. Součástí hradního panství byly též vesnice Chrášťany a Děkovka. Janův syn, Mikuláš z Polenska, byl nucen roku 1468 Oltářík prodat bratrům Janovi a Oldřichovi Zajícům z Hazmburka. Další zprávy o hradu se až do roku 1531 nedochovaly. Pro pány z Hazmburka měl hrad především vojenskou funkci a sloužil k ochraně třebenického panství. Podobně tomu bylo i u dalších majitelů, kterými se stali páni z Illburka. Je však otázkou, zda měli potřebu starý stísněný hrad udržovat. Hrad získali nejspíše roku 1476, kdy Vilém starší z Illburka dostal do zástavy Třebenice. Méně pravděpodobná je možnost, že hrad získal až Vilém mladší z Illburka roku 1505, kdy prodal Zajícům z Hazmburka panství Mšené a zároveň snad mohl koupit Oltářík.
Vilém mladší z Ilburka a na Ronově hrad roku 1531 v závěti odkázal manželce Anežce z Helfenštejna. Když v roce 1544 vešla závěť v platnost, byl hrad uveden jako pustý. Zatímco podle Dobroslavy Menclové byl opuštěn už po roce 1468, podle Augusta Sedláčka se tak stalo až po roce 1531. Po Anežčině smrti hrad neznámým způsobem získal Volf z Vřesovic, který povolil blíže neznámému šlechtici používat přídomek z Oltáříku. Naposledy se hrad připomíná v roce 1612 jako poustka. Způsob zániku je tedy nejasný. Je možné, že hrad chátral a jeho opuštění urychlil požár, nebo mohl vyhořet již opuštěný hrad například po zásahu bleskem.

## Stavební podoba

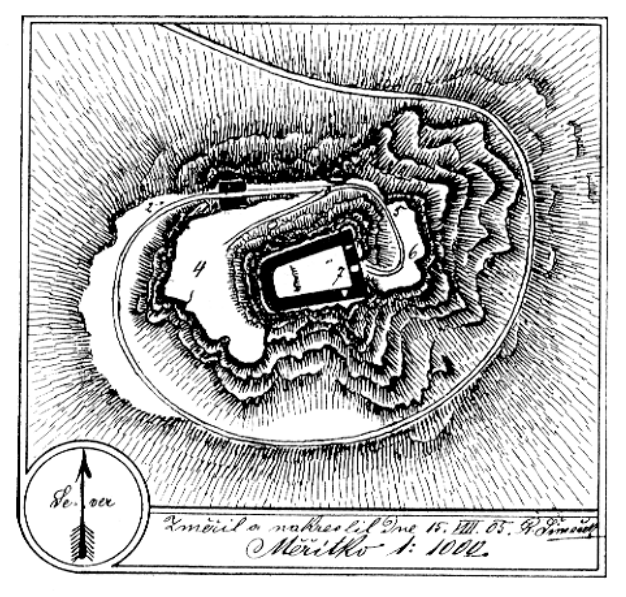
Půdorys hradu podle R. Šimečka z roku 1905

Hrad stojí na osamoceném tefritovém vrchu. Poloha na vysoké skále neumožňovala případným útočníkům využít při obléhání dělostřelectvo, a její volba patřila k prvním reakcím na rozvoj palných zbraní během husitských válek. Hospodářské zázemí hradu tvořily vsi Chrášťany a Děkovka, odkud vedly cesty do sedla mezi Dlouhým vrchem a Oltáříkem, kde se na ně napojovala přístupová cesta ke hradu.

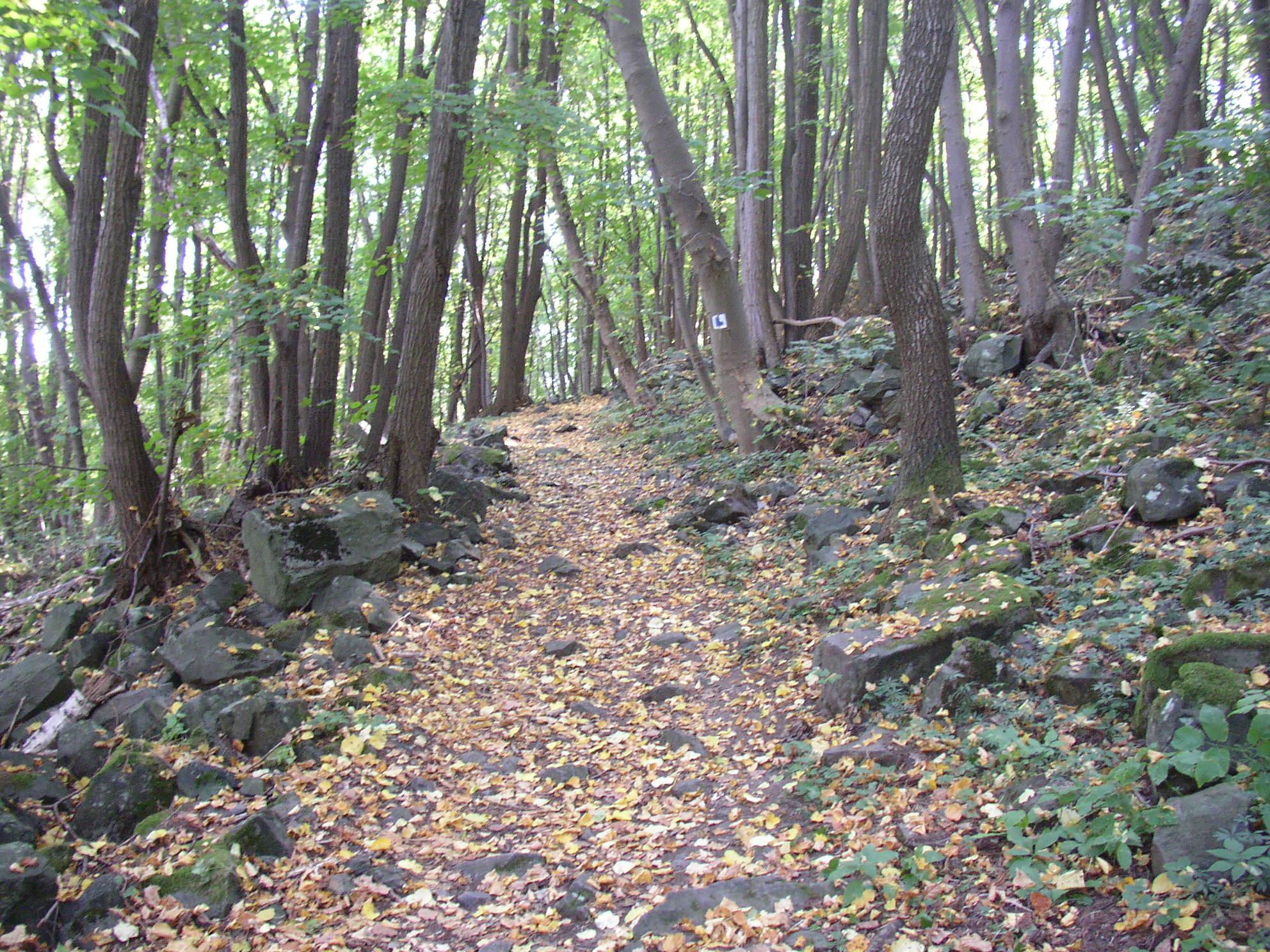
Přístupová cesta

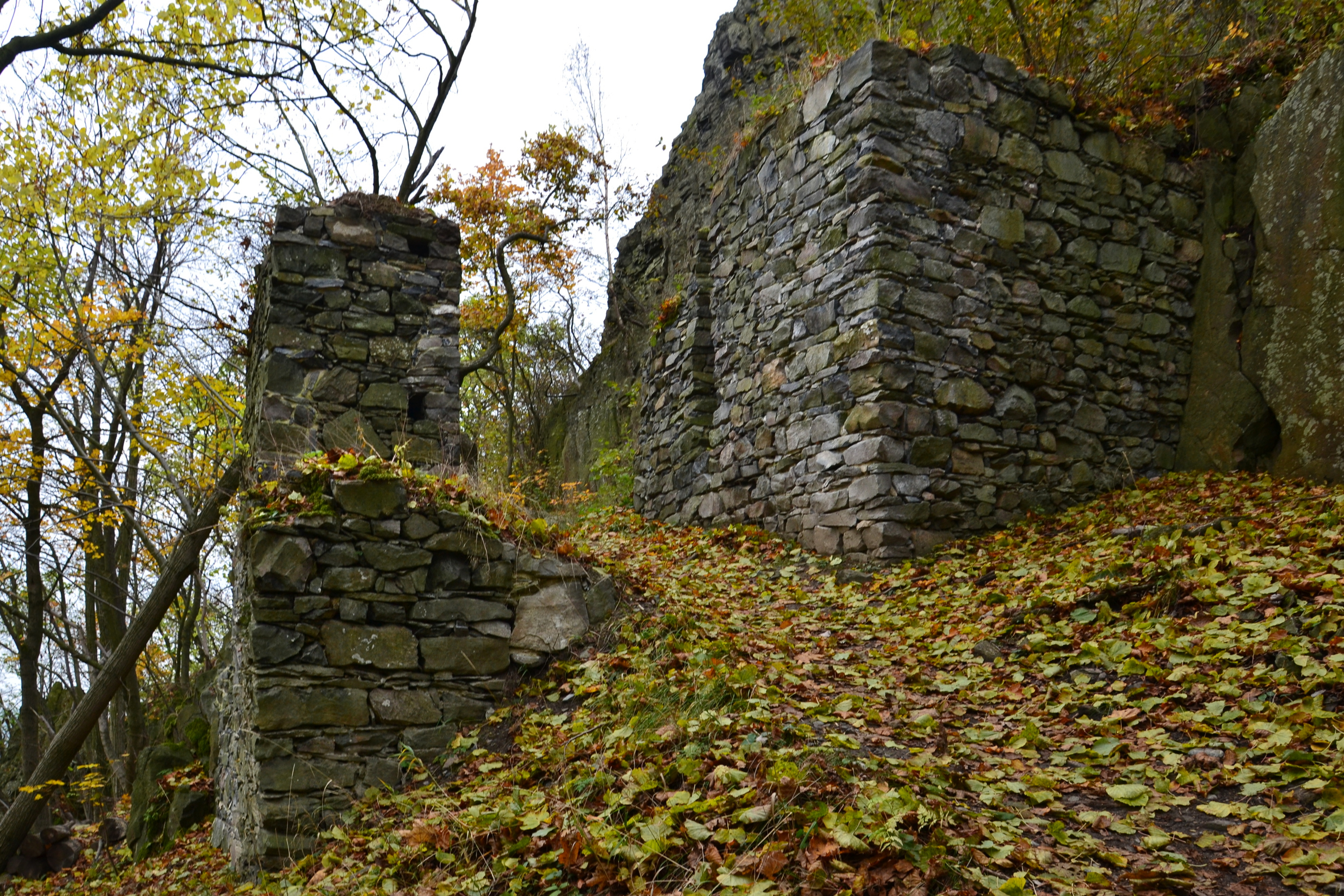
Čelní stěna druhé brány od západu

Přestože na první pohled patrnými dochovanými částmi hradu jsou jen pozůstatky brány a obytné věže, byla jeho podoba podstatně složitější. Další stavby byly postavené převážně ze dřeva nebo z nasucho kladených kamenů, a proto jsou patrné pouze v terénních náznacích a drobných stopách zdiva v místech, kde se napojovaly na různé skalní útvary.

### Zaniklé části
První částí hradu mohla být již přístupová cesta ve strmém jižním a východním úbočí kopce. Hypotéza se opírá o existenci částečně dochovaného kamenného tarasu cesty. Na východě, kde je cesta sevřena tarasem na levé a skalním útvarem na pravé straně, mohla být první branka, která chránila přístup k dalším částem hradu. Na západní straně přehrazuje přístup téměř třicet metrů dlouhý nevýrazný val na okraji terasy pokryté suťovým polem.
Severovýchodně od vrcholu kopce se nachází pozůstatky opevnění v podobě tarasu z nasucho kladených kamenů. Konstrukce hradby byla nejspíše tvořena náspem zpevněnými nasucho vyzděnými líci, z něhož se dochovala spodní část vnější obezdívky. Takto vytvořený základ zdi nesl roubenou stěnu předprsně prolomenou střílnami. Celek byl díky svým vlastnostem odolný vůči soustředěné palbě. Hradba přepažovala přístupovou cestu a dále vedla podél ní až k budově druhé brány. V jedné ze skal je patrná stopa po jejím propojení s hradbou pomocí částečně vyzděné kapsy pro trám. Do další části se hradu se vstupovalo částečně dochovanou druhou bránou, jejíž klenutí bylo patrné ještě v roce 1846. Šířka průjezdu se pohybuje od 170 do 177 centimetrů a vzhledem k předpokládanému ostění byla jeho původní šířka 117–137 centimetrů. Je pravděpodobné, že průjezd byl zaklenutý valenou klenbou.

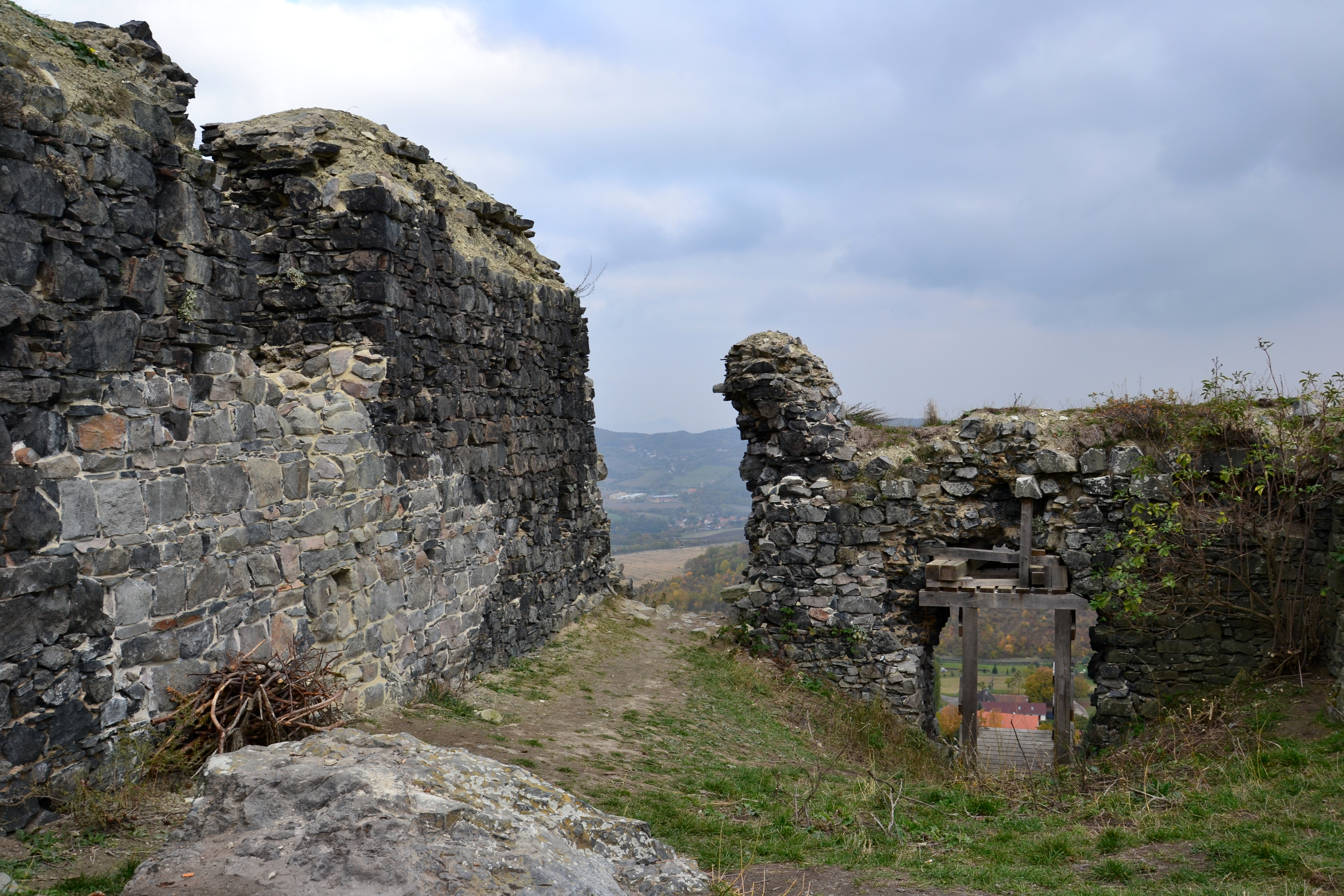
Interiér obytné věže s přerušením obvodové zdi v místě původního vstupu; novodobý vstup (na obrázku s výdřevou) byl prolomen ve středu východní zdi.

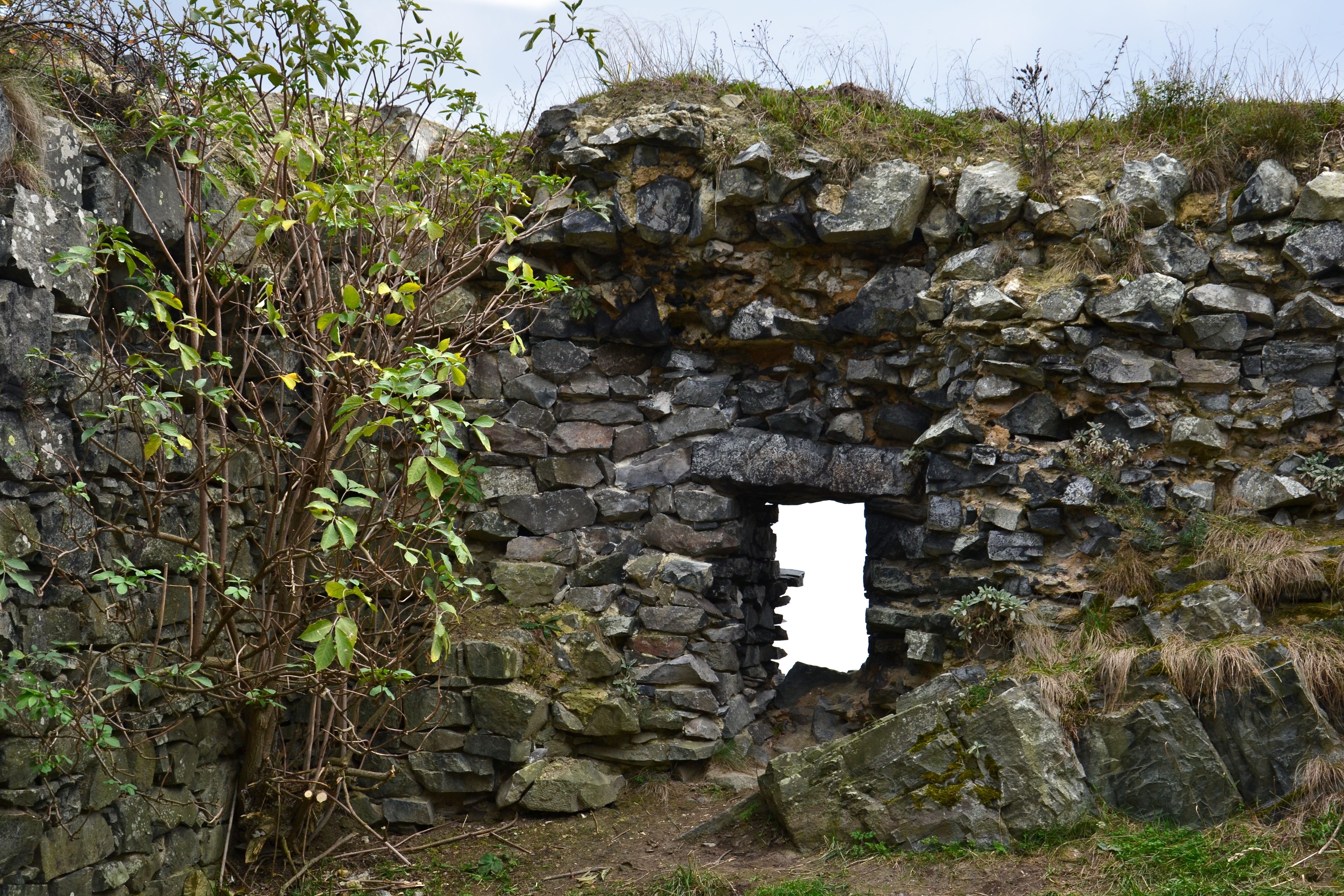
Okno v jižní stěně suterénu obytné věže

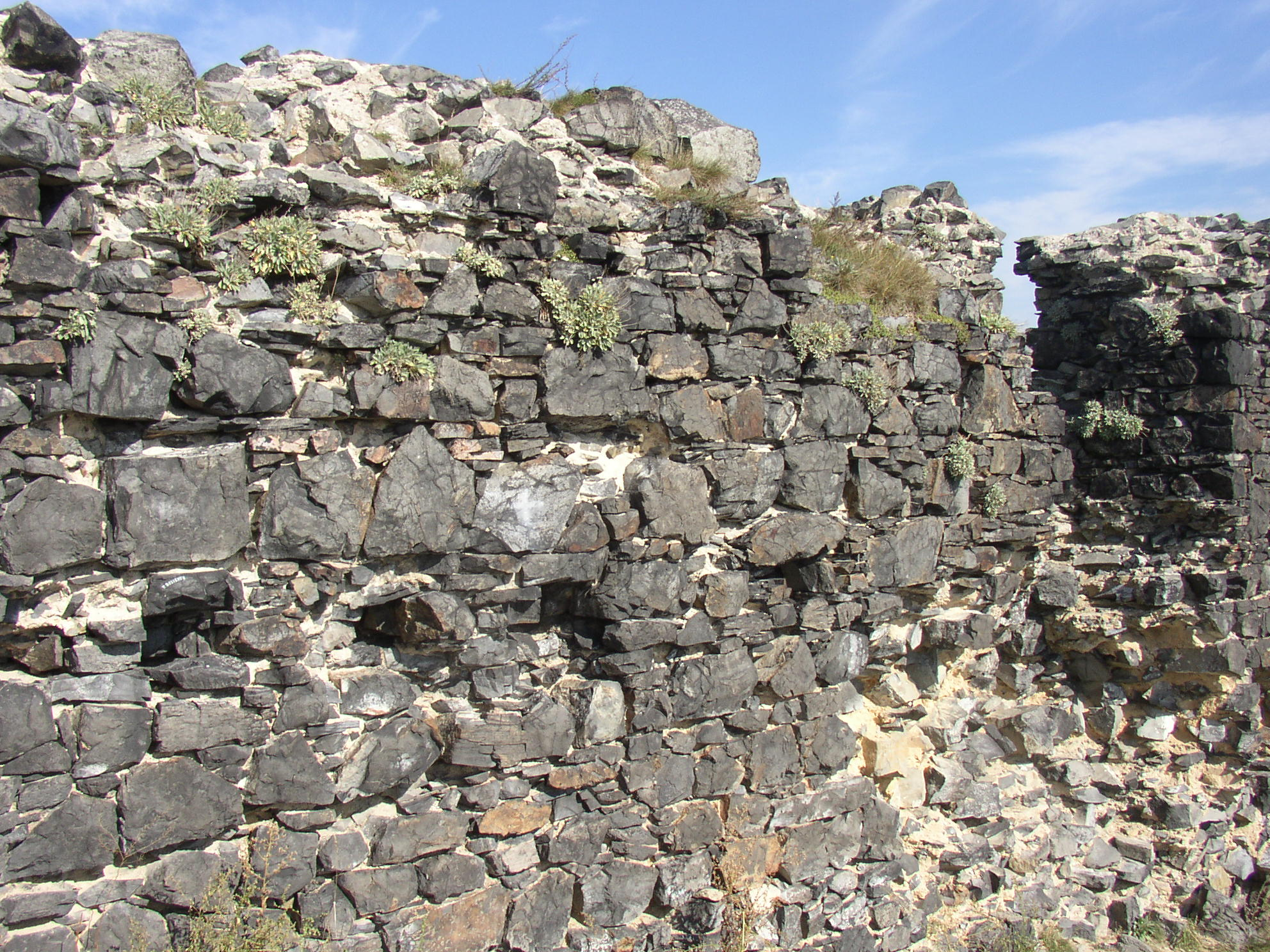
Kapsy pro ukotvení nosných trámů podlahy přízemí

Za bránou se cesta dělí do dvou směrů. Jedna pokračuje směrem k zaniklé třetí bráně, zatímco druhá směřuje k jihozápadu na uměle zarovnanou plošinu pod vrcholovou skálou, kde pravděpodobně stály provozní budovy, které beze stop zanikly. Nad plošinou se nachází hradní jádro tvořené věží a malým nádvořím na její východní straně. Nádvoří bylo opevněné hradbou, po které se zachoval 1,2 metru široký zásek ve skále a drobný fragment zdiva v místech, kde se hradba napojovala na jihovýchodní nároží věže. V severovýchodním úseku hradby se nejspíše nacházela čtvrtá brána.

### Obytná věž
Nejlépe dochovanou částí hradu je obytná věž s lichoběžníkovým půdorysem o rozměrech 15,3 × 11,3 metru a obvodovou zdí tlustou 1,6 metru. Její zdivo kopíruje členitý terén a vzniklo v průběhu jediné stavební fáze. Kvalitněji vyzděné části zřejmě souvisí s nutností zajistit staticky exponované jihovýchodní nároží. Do přízemí věže se vcházelo vstupem v severní části východního průčelí, kde se dochovala část kapsy pro uzavírací trám. Ve zdech se dochovalo několik kapes pro uložení trámů, které nesly podlahu přízemí. Dvě z nich obsahují maltu se stopami požáru. Přízemní prostory obsahovaly jedinou místnost osvětlenou oknem. Z místnosti vedla schodiště do suterénu, který původně osvětlovala dvě štěrbinová okna. Jedno z nich se dochovalo v jižní stěně a druhé z částečně zaniklo vybouráním novodobého vstupu do věže.
K bydlení sloužilo zaniklé první patro. Absence většího množství destrukcí a zlomky cihel, které se nacházejí ve svazích pod vrcholem, naznačují, že bylo postavené z hrázděného zdiva. K jižní straně věže poblíž jihozápadního nároží přiléhá blok zdiva, který mohl být opěrným pilířem nebo nesl hrázděný arkýř.

## Přístup
Zřícenina je volně přístupná a otevírá se z ní kruhový výhled na okolní kopce Českého středohoří a nížinu dolního Poohří. Na rozcestí Děkovka červeně značené turistické trasy, vedoucí mezi Vlastislaví a Lhotou, začíná modře značená trasa do Dřemčic, ze které ke hradu vede významová odbočka.

## Galerie

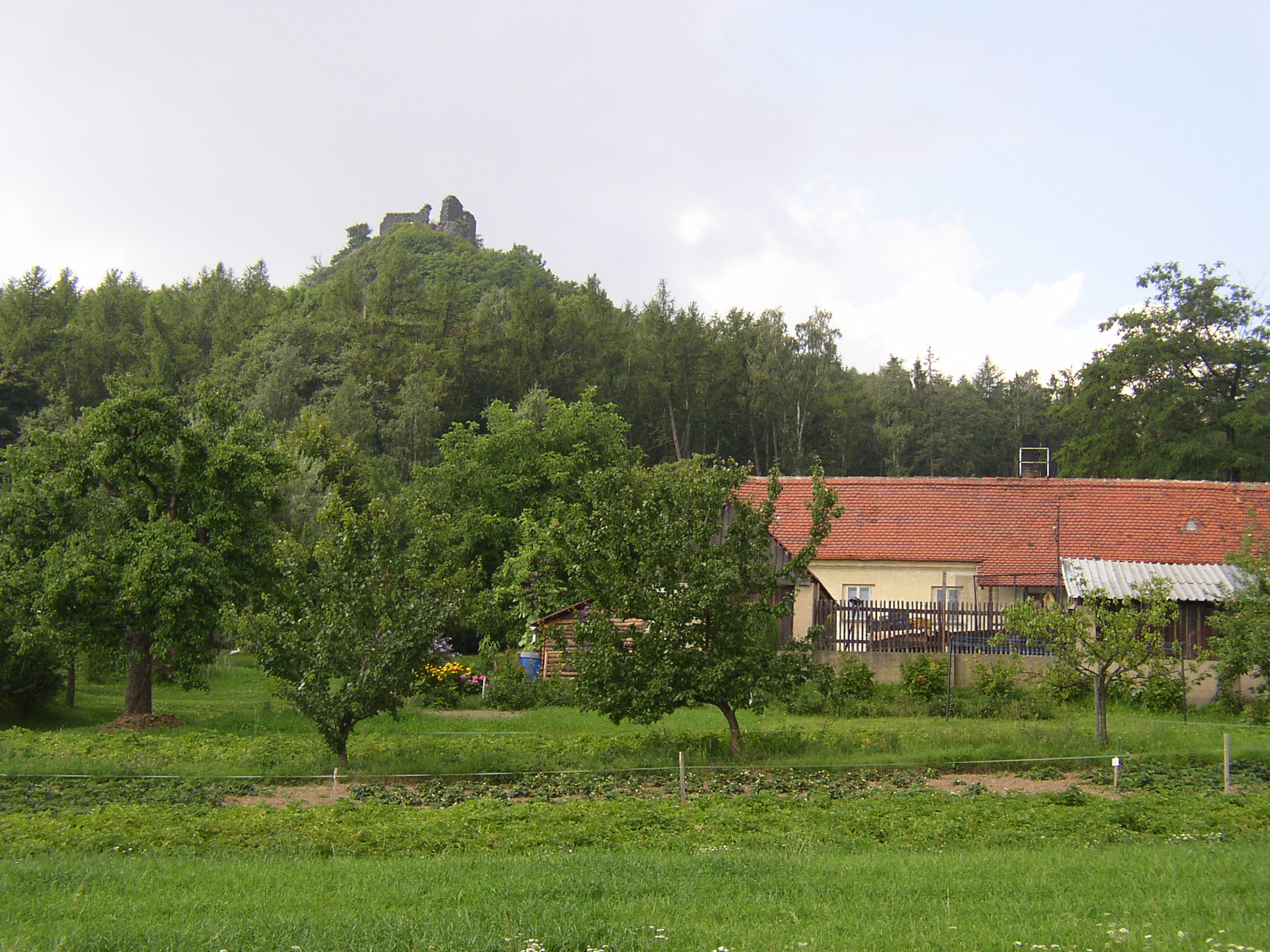
Oltářík z Děkovky
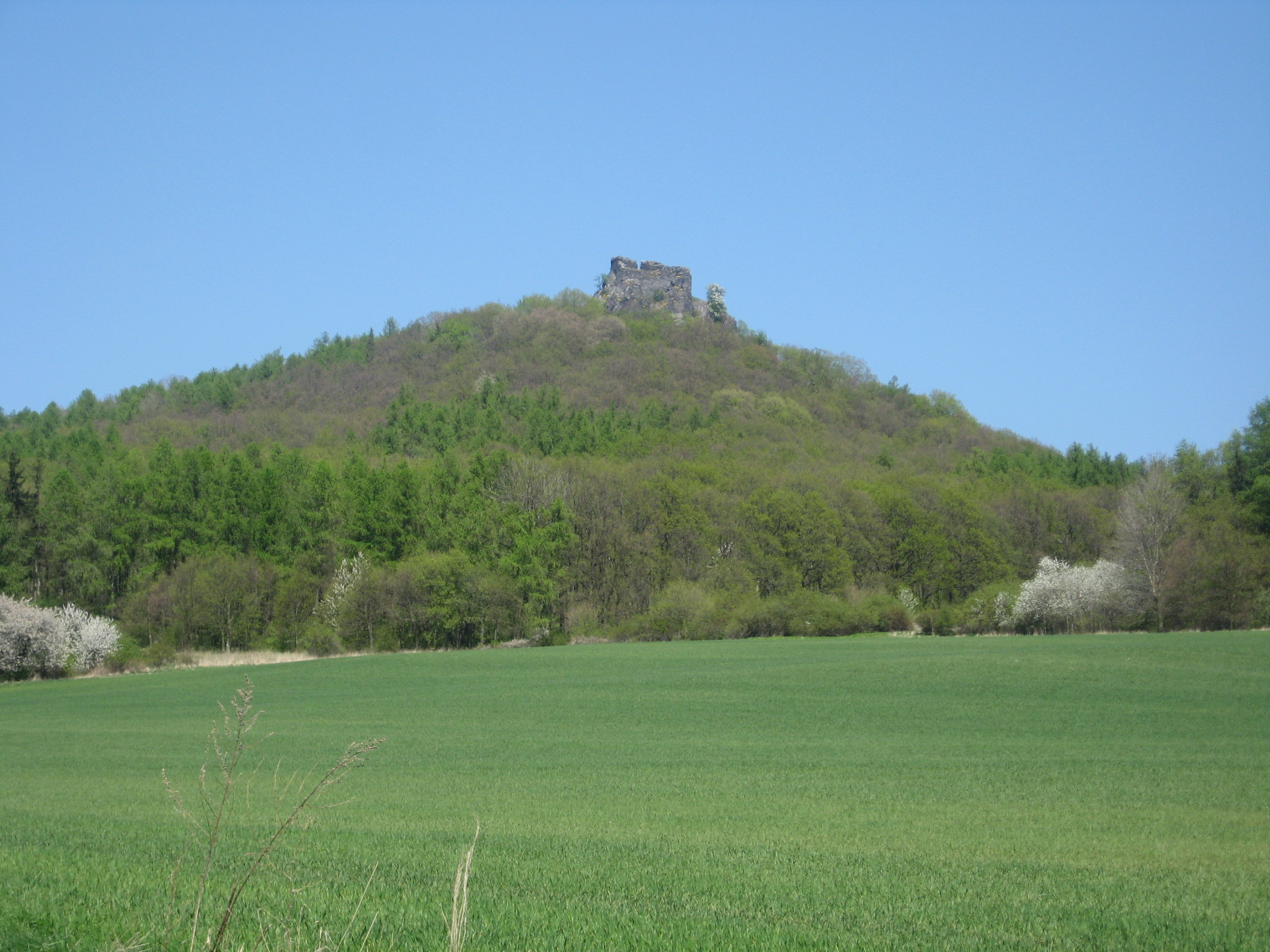
Oltářík od Dřemčic
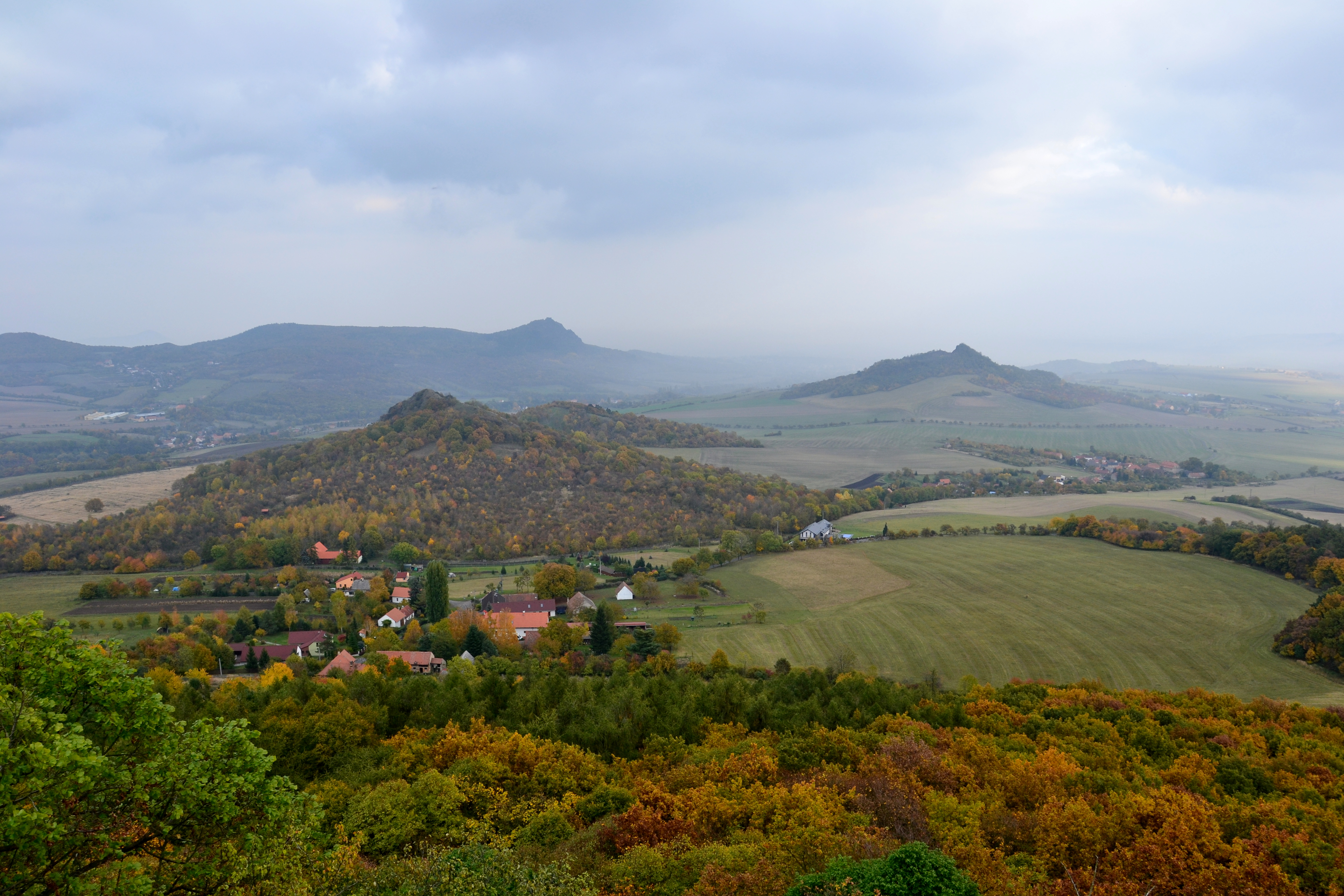
Pohled na východ k Děkovce a vrchu Plešivec
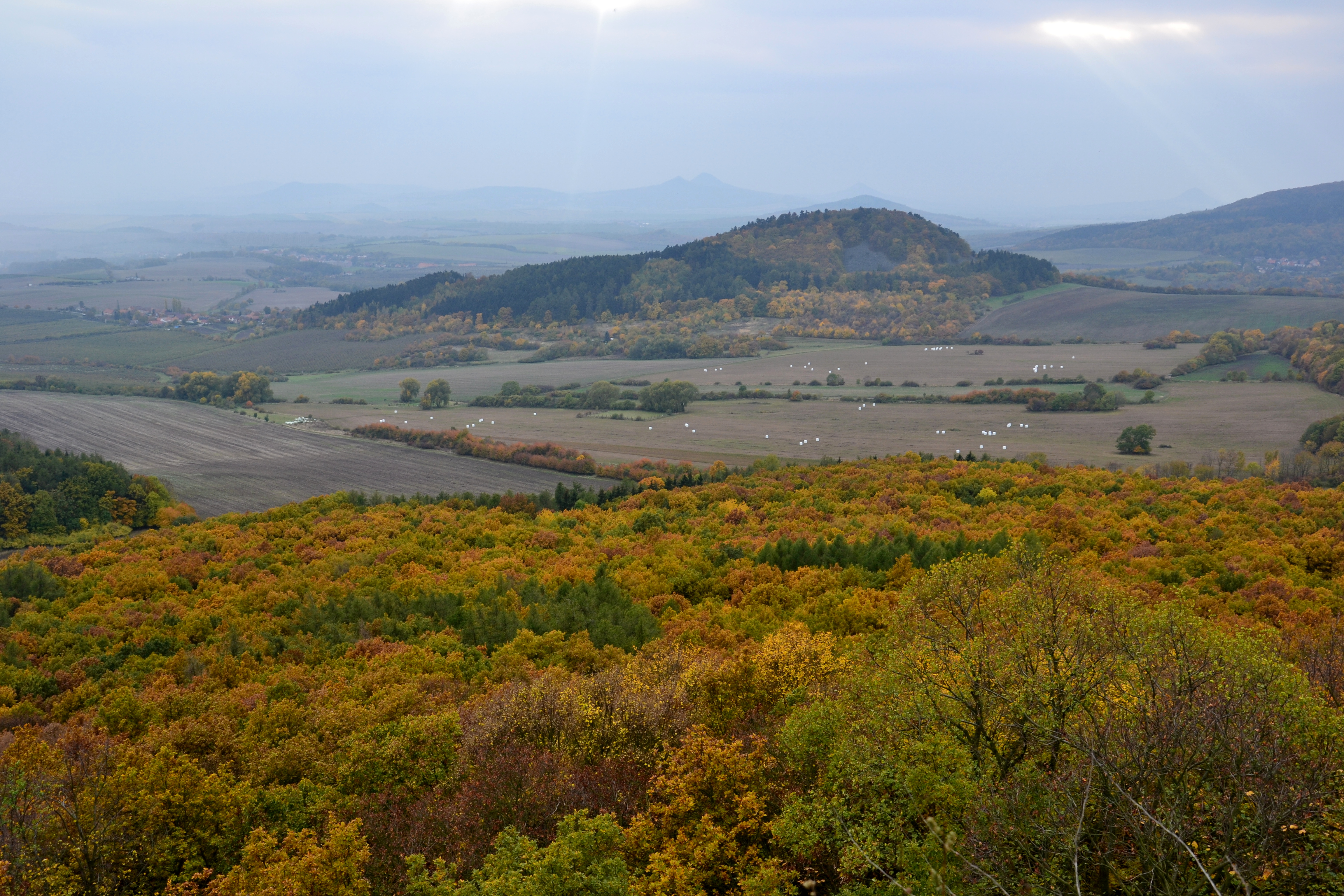
Pohled na jihovýchod k Blešenskému vrchu